# Cầu Kiệu

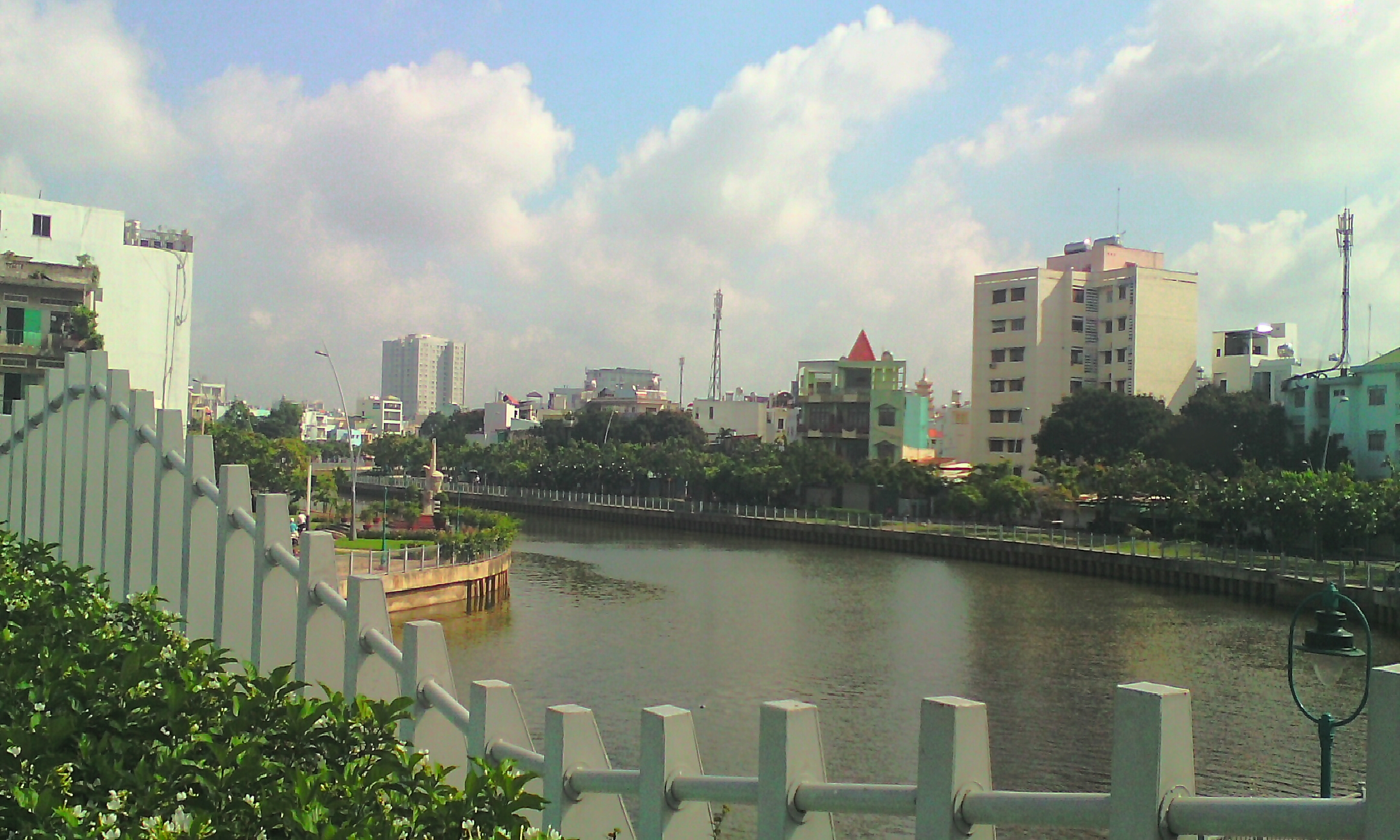
Cầu Kiệu

Cầu Kiệu là một cây cầu bắc qua kênh Nhiêu Lộc – Thị Nghè tại Thành phố Hồ Chí Minh, nối đường Hai Bà Trưng thuộc Quận 1 và Quận 3 với đường Phan Đình Phùng thuộc quận Phú Nhuận.

## Lịch sử
Cầu Kiệu là một trong những cây cầu có lịch sử lâu đời nhất tại Thành phố Hồ Chí Minh. Sách Đại Nam nhất thống chí cho biết cầu Kiệu xưa thuộc huyện Bình Dương, dài 6 trượng, được làm từ thời Gia Long. Học giả Trương Vĩnh Ký cũng có ghi chép về cầu số 3 (do đây là cây cầu thứ 3 bắc qua rạch Thị Nghè bấy giờ, sau cầu Thị Nghè và cầu Bông) hay cầu Xóm Kiệu nối vùng Tân Định với chợ Xã Tài (Phú Nhuận).
Nhà nghiên cứu Nguyễn Đình Tư mô tả cảnh quan khu vực Cầu Kiệu vào năm 1945 như sau: "Cầu Kiệu năm 1945 đã đúc bằng xi măng, rộng đủ cho hai làn xe chạy. Hai bên có lề hẹp dành cho khách đi bộ, lát gạch, thành cầu có lan can thấp bằng sắt. Từ đầu cầu bên phía Sài Gòn là đường tráng nhựa. Phía đầu cầu bên Phú Nhuận là đường đất đỏ đá ong. Hai bên đường trũng sâu, có mương thoát nước và hai hàng cây bàng râm mát."
Ngày 4 tháng 2 năm 2014, Thành phố Hồ Chí Minh đã cho đóng cầu Kiệu để phá dỡ và xây mới. Cầu Kiệu mới dài 77,2 m, có kết cấu dầm bê tông cốt thép dự ứng lực giản đơn kết hợp cống chui sau mố để các phương tiện lưu thông thông suốt trên hai tuyến đường Hoàng Sa và Trường Sa ven kênh Nhiêu Lộc – Thị Nghè. Công trình có tổng vốn đầu tư 115 tỷ đồng, được thông xe vào ngày 1 tháng 1 năm 2015.